# Quintus Sertorius
Quintus Sertorius (? – Kr. e. 72) római államférfi és hadvezér volt, aki Rómától elszakadva rövid életű államot szervezett Hispániában. Kora jelentős szereplőinek többségétől eltérően ősei közrendűek voltak: a vidéki Nursia városában született, köztiszteletben álló, ám korán elhunyt apa gyermekeként. Édesanyja gondosan nevelte; szónoki képességeiről Cicero is elismerően írt.

## Katonai karrierje
A kimber háborúkban tűnt fel: Kr. e. 105-ben Quintus Servilius Caepio alatt szolgált a Rhône (latin nevén Rhodanus) mentén elvesztett arausiói csatában. Meg is sebesült, de a folyón teljes páncélzatban átúszva megmentette az életét. Kr. e. 102-ben  részt vett az Aquae Sextiae-i csatában (ma Aix-en-Provence), amelyben  Marius tönkreverte az Itália felé törő teutonokat. Személyesen is kitüntette magát, amikor az ütközet előtt kikémlelte a teutonok táborát.
Kr. e. 97-ben Hispania tartományban szolgált katonai tribunusként. Először vereséget mértek rá, de végül lemészároltatta Castulo lázongó városának lakosságát, és hadicsellel egy támogató településüket is bevette. Kr. e. 91-ben Gallia Cisalpina tartomány quaestora lett, és bár az itáliai szövetségesháborúban játszott szerepe ismeretlen, valószínű, hogy nemcsak katonákat toborzott és fegyvereket gyártatott, de a hadügyekbe is volt beleszólása.

## A marianusok oldalán
Hazatérve a nép tapsviharral fogadta a fél szemét elvesztett hadvezért. Népszerűsége ellenére hiába próbálta néptribunussá választtatni magát, ezt Sulla konzervatív optimatái sikeresen megakadályozták. Ezzel Sertorius Marius és a néppártiak támogatójává vált, bár magáról Mariusról meglehetősen rossz véleménye volt. Amikor Marius elmenekült Itáliából, ő Rómában maradt, és Cinna oldalán harcolt a másik consul, Octavius ellen.
Marius visszatérését is ellenezte, de Cinna nem hallgatott rá. Sertorius lett a Rómához vezényelt négy legió egyikének parancsnoka, és harcolt Pompeius Strabo ellen a Collina-kapunál. A római mészárlásokért nem terhelte felelősség, sőt Marius rabszolgák közül toborzott, elképzelhetetlen pusztításokat és gaztetteket elkövető „hadainak” négyezer emberét az ő vezényletével gyilkolták le.
Amikor Sulla Kr. e. 83-ban visszatért keletről, Sertorius praetor volt. Vagy ekkor, vagy a következő évben ismét Hispaniába ment – feltételezhetően kényelmetlenné vált a marianusok (Marius-pártiak) számára, hogy egy ilyen alacsony sorból való ember dirigáljon nekik.

## Sertorius nyugaton

### Kezdeti nehézségek
A hadvezér kevés ember élén és nagyon kevés pénzzel a birtokában kelt át a Pireneusokon, szabad utat vásárolva a barbár törzsektől. A provinciába érve nyomban hadsereg szervezésébe és flottaépítésbe kezdett a helyi rómaiak és bennszülöttek részvételével. Sulla Caius Annius Luscus proconsult küldte utána, azonban quaestorai, Lucius Fabius és Quintus Tarquitius mindaddig nem tudtak átkelni a Pireneusok hágóin, amíg Sertorius hősiesen védekező legatusát, Julius Salinatort meg nem gyilkoltatták.
Amikor Luscus seregei átkeltek a Pireneusokon, a felkészületlen Sertorius hajóra szállt Carthago Nova (Cartagena) városában. Észak-Afrikába szorult, azonban a mauritaniai barbárok ismét tengerre kényszerítették. Miután kilikiai kalózok segítségével elfoglalta a Pityussae-szigetek (Ibiza, Formentera) helyőrségeit, Luscus erősebb flottája és a viharos idő által megtépázva ért partot serege a Gibraltári-szoros közelében, a Guadalquivir torkolatánál. A kalózok ekkor elhagyták, ő pedig visszatért Mauritaniába, ahol szép sikereket ért el a király ellen harcoló helyi mórokat támogatva. Legyőzte a Sulla által ellene küldött Paccianust is, majd bevette a mórok fővárosát, Tingist (Tanger).

### Katonai sikerei Sulla ellen

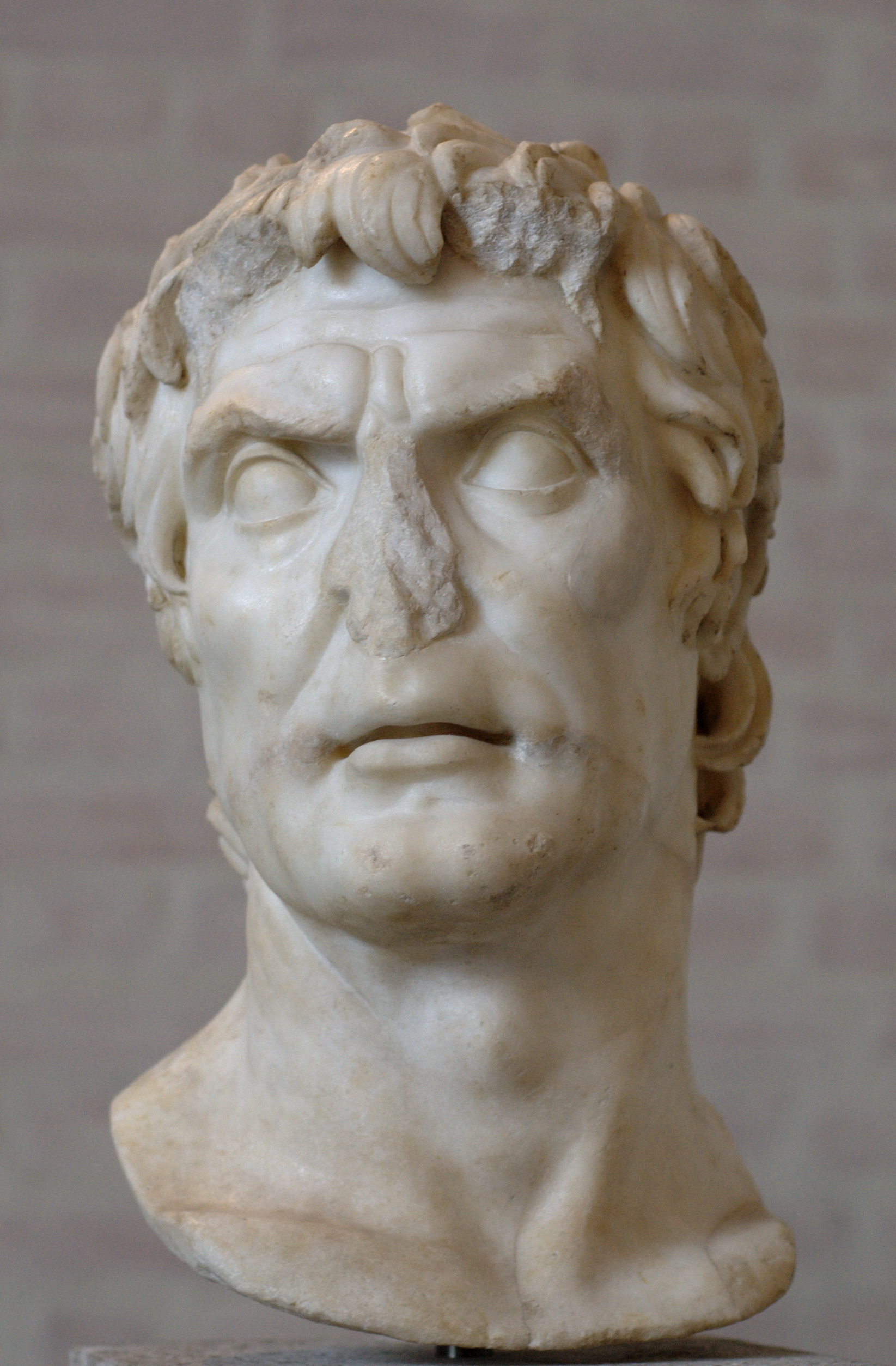
Sulla

Győzelmei megszerezték számára a hispaniai Lusitania törzseinek rokonszenvét, akiket Sulla helytartói kegyetlenül elnyomtak. A Paccianus hadainak maradékaival kiegészült Sertorius 2600 emberével átkelt a félszigetre, és hamarosan olyan hadsereget épített fel, amely felvette a versenyt a római legiókkal. A hadvezér megszervezte a törzsek ellenállását, kiérdemelve tőlük az „új Hannibal” nevet.
Első győzelmét tengeri csatában aratta Luscus legatusa, Cotta ellen a Gibraltári-szorosnál. Kr. e. 80-ban Sulla Lucius Domitius Ahenobarbust Hispania Citerior, Fufidiust pedig Hispania Ulterior helytartójáva nevezte ki, hogy legyőzzék Sertoriust – mindhiába. Az időközben proskribált rómaiak tömegeivel megerősödött Sertorius a Guadalquivirnél tönkreverte Fufidiust, akinek a helyére Sulla consultársát, az idős, elkényelmesedett Quintus Caecilius Metellus Piust nevezte ki, aki a nehezen járható terepet kiválóan ismerő, gerillataktikát alkalmazó Sertoriusszal nem vehette fel a versenyt. Közben a Guadiana mentén előretörő Ahenobarbus és legatusa, Thorius hadait szétverte Lucius Hirtuleius, Sertorius quaestora. A harcban mindkét Sulla-párti hadvezér odaveszett.
Észak-Hispaniában két legiót sikerült megverniük Sertorius tábornokainak: Lucius Valerius Praeconinust a Sicoris (Segre) mentén futamították meg, Katalóniában, Gallia Narbonensis proconsuli rangú helytartója, Lucius Manilius pedig alig tudott elmenekülni Ilerda (Lérida) falai alól.

### Sertorius lusitaniai „állama”
Sertorius katonai sikereit is részben államférfiúi képességeinek köszönhette. A célja az volt, hogy államot szervezzen Lusitaniában a római modell és a római civilizáció mintájára. Római emigránsokból 300 tagú szenátust szervezett, és hispán testőrökkel vette körül magát. A bennszülött nemesi családok gyermekei számára Osca (Huesca) városban iskolát alapított, ahol római oktatást kaptak, és a római fiatalok ruháit viselték. Katonáival szigorú volt, a polgárok vállára viszont igyekezett minél kevesebb terhet rakni. Népszerűségét növelte a hispánoktól ajándékba kapott fehér szarvasborjú is, amely állandó kísérőjévé vált, és amely a helyiek szerint Diana istennő üzeneteit közvetítette felé.
Sertorius hat évig uralta Hispaniát. Kr. e. 77-ben csatlakozott hozzá más római nemesekkel Marcus Perperna Vento, aki Marcus Aemilius Lepidus hadainak maradványaival – Plutarkhosz szerint 35 cohorsszal – érkezett hozzá.

### HáborúPompeiusellen

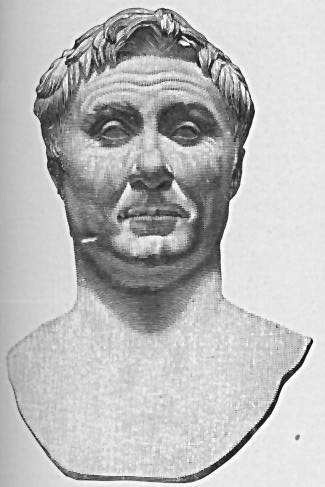
Pompeius Magnus

Még Perperna érkezésének évében Róma a fiatal Pompeiust küldte Sertorius ellen. Kr. e. 76-ban harmincezer gyalogos és ezer lovaskatona masírozott egészen az Iberiusig (Ebro), majd megindult  a Sucro (Xucar) mentén, hogy felmentse a Marius-pártiak által ostromlott Laurót. Pompeiust azonban kicselezte ellenfele, sőt egy legióját sikerült elpusztítania. Pompeius visszahúzódott az Ebrótól északra, hogy kiteleltesse csapatait.
Kr. e. 76-ban Sertorius Perpernát az Ebro torkolatához, Hirtuleiust pedig délre küldte, hogy figyeljék az ellenséges hadmozdulatokat, Hirtuleius azonban csatát vállalt Metellusszal, aki tönkreverte a seregeit. Sertorius időközben egészen Calaguris Nassicáig (Calahorra) nyomult előre, és Contrebiában kellett találkoznia a Marcus Insteius vezette lovassággal. Győzelme után Metellus megindult Sertorius felé, és a hadainak maradékaival üldözésére induló Hirtuleiust ismét legyőzte. Ezúttal a tiszt is odaveszett. Pompeius Perperna és Herennius összevont hadaira mért vereséget az Ebrónál.
A hír hallatán Sertorius a Xucar felé vonult, hogy megakadályozza a két ellenséges haderő egyesülését. Szerencséjére az ifjú Pompeius magának akarta a dicsőséget, és nem várta be Metellus seregeit. Az összecsapásra a folyó mentén került sor, és a ravasz Sertorius úgy időzített, hogy a csatározás estig tartson, hogy a sötét megnehezítse a terepet nem ismerő ellenség dolgát. A csatában mindkét fél hatalmas veszteségeket szenvedett, Marius-pártiak táborát kirabolták, viszont Pompeius megsérült, drága lovát pedig zsákmányul ejtették. Metellus közeledtének hírére a harcra kész Sertorius visszavonult.
Ekkoriban történt, hogy megérkezett Hirtuleius halálhíre, mire a hadvezér állítólag leszúrta a hírnököt – nyilván, hogy ne csüggessze el katonáit. Egy másik történet szerint ekkoriban elveszett Sertorius szarvasborja is, amit azonban nagy váltságdíj fejében kerestetett, és meg is találták. Ezen felbuzdulva az egyesült ellenség ellen indult Sertorius hadserege. Ő maga Pompeius ellen vette fel a harcot, Perperna hadteste pedig Metellust rohanta le. Sertorius háromezer, Pompeius hatezer embert vesztett, így kénytelen volt visszavonulni. Ezzel szemben Perperna súlyos vereséget szenvedett Metellustól: ötezer embere veszett oda.
A hadműveletek csak a tél közeledtével álltak le. Sertorius szokásához híven feloszlatta a hadait, és gyülekezési helyül Clunia városát jelölte meg, nem messze a Dourótól. Metellus elnyerte győzelméért az Imperator címet, és hatalmas pompával ünnepeltette magát, hadseregével pedig nem törődött. Pompeius viszont sürgető levelet írt a senatusba, amelyben erősítést és utánpótlást kért – Kr. e. 75 végéig hasztalan. Csak a következő évben érkezett két legio és némi pénz, ami inkább volt ellenfeleinek, mint barátainak köszönhető: többek között Lucius Licinius Lucullus nem akarta, hogy győzelmet aratva átvegye a mithridatészi háborúk irányítását.
Sertorius ugyanis szövetségben állt a Földközi-tenger kalózaival is, tárgyalásokat folytatott IV. Mithridatész pontoszi királlyal, és kapcsolatban állt a rabszolgaserege élén Róma ellen harcoló Spartacusszal is.

## Bukása
Kr. e. 74-ben Pompeius megpróbálta bevenni Palantia (Palencia) városát, azonban Sertorius közeledtére visszavonult, és egyesítette hadait Metellusszal. Közösen megpróbálták bevenni Calahorrát, de a hispaniai hadvezér megtámadta őket, és súlyos veszteségeik miatt kénytelenek voltak visszavonulni. Miután Metellus tartományába, Pompeius pedig Galliába volt kénytelen visszahúzódni, Sertorius a flottáját ellenőrizte, amely az ellenfélnek küldött utánpótlás szállítását volt hivatott megakadályozni.
Kr. e. 73 és 72 eseményei nem tisztázhatóak pontosan. Sertorius mind több várost veszített el, de nem elsősorban a vereségek miatt, hanem az udvarában dúló viszálykodás miatt. A helyi rómaiak ugyanis zsarnokoskodni kezdtek a bennszülöttek felett, akik közül sokan hasonló jogokat vártak a hadvezértől. Parancsait nem teljesítették, és úgy tűnik, ő maga is a borban és a nők társaságában kereste a vigaszt. Egy alkalommal koholt vádak miatt több oscai diákot megöletett és eladatott rabszolgának, amivel helyi támogatottságát rombolta le.
Végül egy alig tíz római által szőtt összeesküvés áldozata lett: Kr. e. 72-ben hamisított levelet küldtek neki egy győzelemről, mire ünneplést rendelt el. Végül meggyilkolták egy lakomán, valószínűleg Perperna Vento vezetésével. Perperna azonban igen gyenge képességű vezető volt mind államügyek, mind hadvezetés terén, úgyhogy hamarosan követte áldozatát, Pompeius és Metellus Pius pedig dicsőségesen hazatérhetett.

## Ókori források Sertoriusról
Plutarkhosz, Appianosz és Sallustius művei foglalkoznak bővebben Sertorius tevékenységével.